# Lynden (Washington)
Lynden és una població dels Estats Units a l'estat de Washington. Segons el cens del 2000 tenia 9.020 habitants.

## Demografia
Segons el cens del 2000, Lynden tenia 9.020 habitants, 3.426 habitatges, i 2.500 famílies. La densitat de població era de 853,6 habitants per km².
Dels 3.426 habitatges en un 34,5% hi vivien nens de menys de 18 anys, en un 62,8% hi vivien parelles casades, en un 7,9% dones solteres, i en un 27% no eren unitats familiars. En el 24,8% dels habitatges hi vivien persones soles el 15,3% de les quals corresponia a persones de 65 anys o més que vivien soles. El nombre mitjà de persones vivint en cada habitatge era de 2,6 i el nombre mitjà de persones que vivien en cada família era de 3,11.
Per edats la població es repartia de la següent manera: un 28,2% tenia menys de 18 anys, un 8% entre 18 i 24, un 25,5% entre 25 i 44, un 19% de 45 a 60 i un 19,3% 65 anys o més.
L'edat mediana era de 37 anys. Per cada 100 dones de 18 o més anys hi havia 84,7 homes.
La renda mediana per habitatge era de 42.767 $ i la renda mediana per família de 50.449 $. Els homes tenien una renda mediana de 39.597 $ mentre que les dones 23.292 $. La renda per capita de la població era de 20.639 $. Aproximadament el 4,1% de les famílies i el 6,1% de la població estaven per davall del llindar de pobresa.

## Poblacions més properes
El següent diagrama mostra les poblacions més properes.